# Martinho de Araújo
Martinho de Araújo (* 26. Juli 1973 in Dili, Portugiesisch-Timor) ist ein osttimoresischer Gewichtheber. Er nahm an den Olympischen Sommerspielen 2000 in Sydney teil und war damit einer der ersten osttimoresischen Sportler, die bei Olympischen Spielen für das Land antraten.

## Sportliches
Bei den Spielen in Sydney trat Araújo in der Klasse Bantamgewicht bis 56 kg an. Beim Reißen hob er nach zwei Fehlversuchen 67,5 kg, beim Umsetzen und Stoßen im ersten Versuch 85 kg, beim zweiten 90 kg. Beim dritten Versuch scheiterte Araújo an 95 kg. Mit insgesamt 157,5 kg belegte Araújo am Schluss von 20 Teilnehmern den letzten Platz, mehr als ein Zentner hinter dem Vorletzten.

## Privates
Während der indonesischen Operation Donner 1999 musste Araújo vor der Gewalt pro-indonesischer Milizen aus Dili fliehen. Ein Milizionär hatte ihm unter anderem eine Pistole an die Schläfe gedrückt. Bei seiner Rückkehr musste er feststellen, dass seine Sportausrüstung komplett zerstört war. Um zu trainieren, füllte er Farbeimer mit Zement und befestigte sie an Metallstangen. Außerdem übte er mit Schrott, wie einem LKW-Getriebe.